# Protestos no Cazaquistão em 2022
Os Protestos no Cazaquistão em 2022 eclodiram no dia 2 de janeiro após um aumento repentino e acentuado nos preços do gás que, segundo o governo do Cazaquistão, se deveu à alta demanda e à fixação de preços. Os protestos começaram na cidade petrolífera de Zhanaozen, mas rapidamente se espalharam para outras cidades do país, incluindo a maior cidade, Almati. O crescente descontentamento com o governo e o ex-presidente Nursultan Nazarbayev também influenciou manifestações maiores. Como não há grupos populares de oposição contra o governo cazaque, a agitação parece ser articulada diretamente pelos cidadãos. Em resposta, o presidente Kassym-Jomart Tokayev declarou estado de emergência na região de Mangystau e Almati, a partir de 5 de janeiro. No mesmo dia, o primeiro-ministro Askar Mamin renunciou, junto de seu gabinete. A mobilização tem sido apontada como a maior revolta social desde a independência do país em 1991, provocando também uma inversão da imagem do Cazaquistão como a mais estável república da Ásia Central, onde raramente existem protestos. Apesar do pivô econômico, as manifestações logo ganharam um conteúdo político de oposição ao regime pós-soviético marcado por denúncias de corrupção, lideranças vitalícias e repressão política. Os manifestantes tem usado a palavra de ordem “Shal ket!” ("O homem velho deve ir embora!") em todo país, uma referência à Nazarbayev e o circulo social entorno dele que mantém um firme domínio da economia e política no país.
Como concessão, o Presidente Tokayev disse que os preços máximos do gás dos veículos de 50 tenge por litro foram restaurados por 6 meses. A 7 de janeiro, disse numa declaração que "a ordem constitucional foi em grande parte restaurada em todas as regiões do país". Também anunciou que tinha ordenado às tropas que usassem a força letal contra os manifestantes, autorizando indicações para "disparar para matar" sem aviso a quem se manifestasse, chamando os manifestantes de "bandidos e terroristas" e dizendo que o uso da força continuaria para "destruir os protestos".
Em 11 de janeiro, o governo central cazaque afirmou que os protestos haviam sido encerrados e a ordem restaurada. Segundo o presidente do país, as manifestações contra seu governo foram feitas por "terroristas estrangeiros" e afirmou ter sofrido uma "tentativa de golpe". Com os protestos encerrados, as tropas da OTSC, lideradas pela Rússia, se retiraram do Cazaquistão.

## Contexto
O Cazaquistão tem uma das economias com desempenho mais forte da Ásia Central, com a produção de petróleo representando uma grande porcentagem de seu crescimento econômico até a diminuição dos preços do petróleo em meados da década de 2010. Em 2012, o Fórum Econômico Mundial listou a corrupção como o maior problema para fazer negócios no país, enquanto o Banco Mundial listou o Cazaquistão como um hotspot de corrupção, a junto com a Angola, Bolívia, Quênia, Líbia. Em 2013, o Aftenposten citou o ativista de direitos humanos e advogado Denis Jivaga dizendo que existe um "fundo de petróleo no Cazaquistão, mas ninguém sabe como a renda é gasta".
Zhanaozen, uma cidade produtora de petróleo na região de Mangystau, experimentou uma série de greves e manifestações trabalhistas. Em 2011, um motim eclodiu na cidade no 20º aniversário do Dia da Independência, que levou a 16 mortes e 100 feridos, segundo números oficiais. As forças de segurança cazaques abriram fogo contra manifestantes que exigiam melhores condições de trabalho. Durante esse período, o preço do gás liquefeito de petróleo (GLP), um combustível que é usado principalmente para reabastecer veículos em Zhanaozen, estava em torno de 30 a 35 tenge e aumentou repetidamente desde então, segundo a Eurasianet, o aumento foi causado pela política de transição em fases do governo cazaque para a negociação de GLP no mercado eletrônico, que começou em janeiro de 2019, teve como efeito o gradual corte dos subsídios ao gás e permitiu que o mercado determinasse os preços. Em janeiro de 2020, um protesto foi realizado em Zhanaozen, onde os moradores da cidade exigiram uma redução no preço do gás que havia subido de 55 para 65 tenge. Desde 1º de janeiro de 2022, segundo manifestantes de Zhanaozen, o preço do GLP subiu quase duas vezes, para 120 tenge (US$ 0,28) por litro ou US$ 1,06 por galão.
O descontentamento com Nursultan Nazarbayev, que foi o primeiro presidente do Cazaquistão após a dissolução da União Soviética e governou o país de 1990 a 2019, também provocou protestos. Desde a dissolução da União Soviética, observadores internacionais não reconheceram nenhuma das eleições no Cazaquistão como justas. Nazarbayev governou a nação através do autoritarismo, nepotismo e detenção de oponentes de acordo com o The Daily Telegraph, com o líder se tornando o presidente do Conselho de Segurança do Cazaquistão por toda a vida após a repressão aos protestos de 2018.

## Protestos

### 2 de janeiro
Na manhã de 2 de janeiro de 2022, moradores da cidade de Zhanaozen bloquearam estradas em protesto contra o aumento dos preços do gás. A partir daí, os manifestantes pediram a akim de Mangystau, Nurlan Nogaev, e à akim da cidade Maksat Ibagarov que tomassem medidas para estabilizar os preços e prevenir a escassez de combustível. Os moradores foram recebidos pelo akim interino de Zhanaoze, Galym Baijanov, que aconselhou a multidão a escrever uma carta de reclamação à administração da cidade na qual os manifestantes lembraram que suas reclamações foram supostamente ignoradas pelos funcionários da cidade.

### 3 de janeiro
Centenas de moradores de Zhanaozen se reuniram e acamparam na praça da cidade durante a noite. À medida que outros moradores se juntavam à multidão à tarde, cerca de 1 000 pessoas estavam na praça, cantando e exigindo eleições diretas para líderes locais. Os policiais, de pé no perímetro da praça durante a manifestação, não intervieram. O akim de Mangystau, Nurlan Nogaev, e o akim de Zhanaozen, Maqsat İbağarov, bem como o diretor da Usina de Processamento de Gás do Cazaquistão, Nakbergen Tulepov, tentaram acalmar os manifestantes chegando à praça e prometendo que os preços do gás seriam reduzidos para 85-90 tenge, o que não agradou ao manifestantes. Nogaev e seus acompanhantes foram forçados a fugir da praça pela multidão enfurecida.
No cazaquistão O presidente Kassym-Jomart Tokayev, em sua resposta no Twitter sobre a situação, instruiu o governo a considerar a situação na região de Mangystau "levando em consideração a viabilidade econômica no campo legal". Ele também pediu aos manifestantes que não perturbem a ordem pública, lembrando que os cidadãos cazaques têm o direito de expressar publicamente sua voz ao governo local e central, dizendo que deve ser assim "de acordo com a lei". Uma comissão governamental chefiada pelo vice-primeiro-ministro Eraly Togjanov foi formada para considerar a situação socioeconômica em Mangystau.
Relatos de prisões foram recebidos das cidades de Astana, Aqtöbe e Almati, onde a Praça da República e a Praça Astana foram fechadas e os agentes de segurança foram mobilizados. Outras cidades testemunharam um aumento da presença policial em áreas públicas.
Em Aktau, um grupo de manifestantes apareceu na praça Yntymaq em frente ao prédio da administração da cidade, montando barracas e yurts para o acampamento. À noite, cerca de 6 000 manifestantes estavam na praça, exigindo reduções no custo do gás, bem como a renúncia do governo. Eles se juntaram a outros grupos de apoiadores supostamente de regiões e cidades vizinhas em todo o Cazaquistão. O akim de Mangystau, Nurlan Nogaev, visitou o comício, lembrando à multidão que o governo cazaque havia reduzido o preço do gás e que a Agência para a Proteção e Desenvolvimento da Concorrência havia lançado uma investigação contra os proprietários de postos de gasolina por suspeita de conluio de preços. Nogaev exortou os manifestantes de Aktau a manter a ordem pública e sugeriu que eles mantivessem um diálogo construtivo com as autoridades.

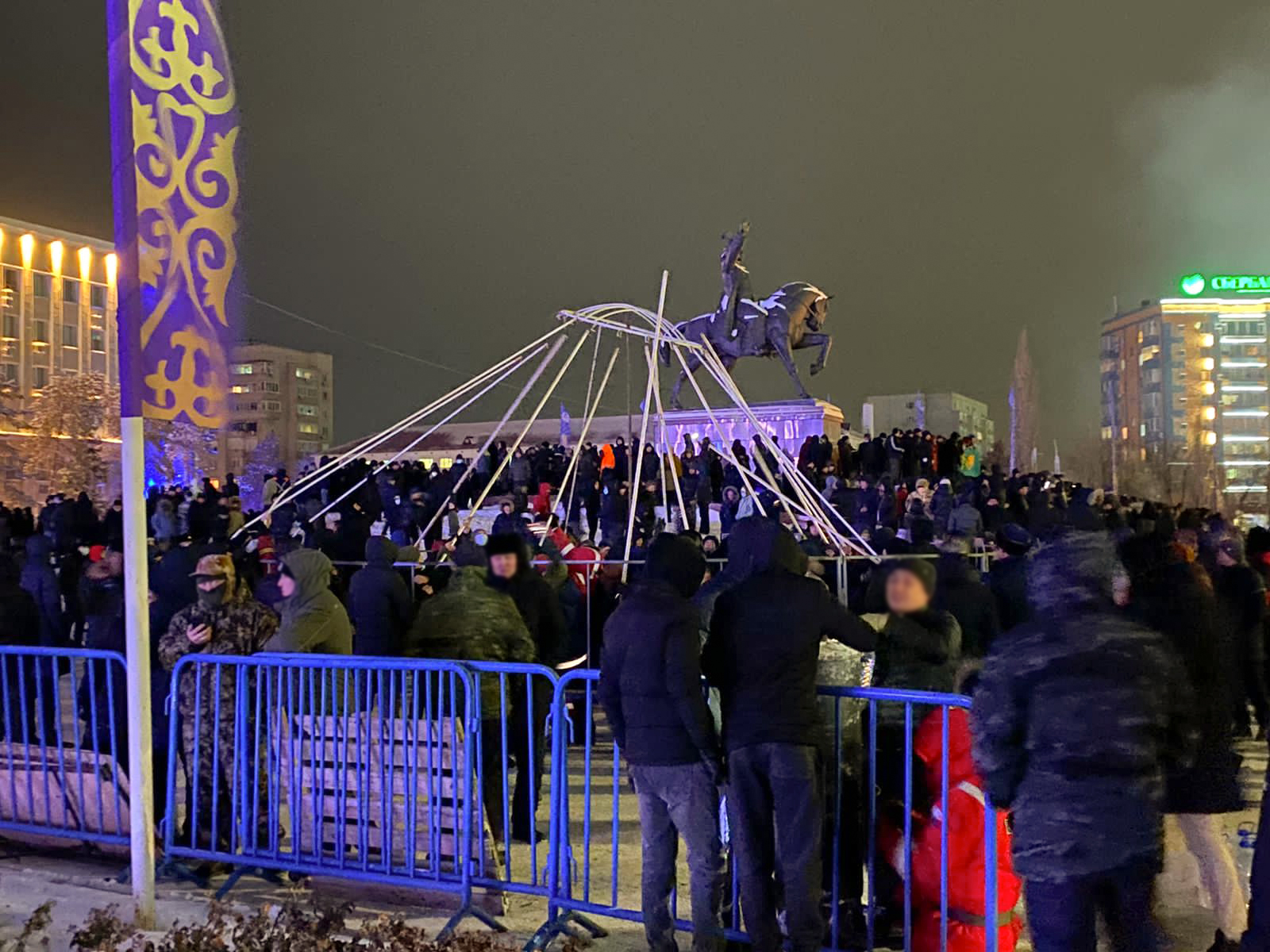
Manifestantes montando um yurt em Aktobe, 4 de janeiro de 2022

### 4 de janeiro
Em 4 de janeiro, cerca de 1 000 pessoas se reuniram para protestar no centro de Almaty. A polícia usou granadas de efeito moral e gás lacrimogêneo para dispersar os manifestantes. Tokayev assinou decretos para introduzir um estado de emergência no distrito de Mangystau e Almaty de 5 de janeiro às 01h30 horas local a 19 de janeiro às 00h00 horas local. Segundo Tokayev, todas as demandas legítimas dos manifestantes serão consideradas. Uma comissão especial, após se reunir com os manifestantes, concordou em baixar o preço do GLP para 50 tenges (US$ 0,11) por litro. A organização de vigilância da Internet NetBlocks documentou interrupções significativas na Internet com "alto impacto nos serviços móveis" que provavelmente limitariam a capacidade do público de expressar descontentamento político. As pessoas também começaram a protestar em Taldykorgan.

### 5 de janeiro
Em 5 de janeiro, Tokayev aceitou a renúncia do governo. No mesmo dia, um correspondente da Reuters relatou milhares de manifestantes avançando em direção ao centro da cidade de Almaty depois que as forças de segurança não conseguiram dispersá-los com gás lacrimogêneo e granadas de efeito moral. Mais tarde, no mesmo dia, Tokayev anunciou que o ex-presidente Nursultan Nazarbayev renunciou ao cargo de presidente do Conselho de Segurança do Cazaquistão, e Tokayev assumiu essa posição. O monitor de direitos digitais NetBlocks informou que as interrupções na Internet se intensificaram às 17h, horário local, deixando o Cazaquistão no "meio de um apagão da Internet em escala nacional" após um dia de interrupções na Internet móvel e restrições parciais.
Em Almati, os escritórios do prefeito da cidade foram invadidos e incendiados. Protestos no Aeroporto Internacional de Almaty resultaram em voos cancelados e reencaminhados. Além disso, os escritórios do partido governante Nur-Otan também foram incendiados.
No final da tarde, o presidente Tokayev anunciou um estado de emergência nacional até 19 de janeiro de 2022. Isso inclui um toque de recolher das 23h00 às 07h00, restrições temporárias ao movimento e a proibição de reuniões de massa. Durante um discurso televisionado, o presidente ameaçou reprimir os manifestantes, afirmando "pretendo agir o mais duramente possível", e disse que não tinha intenção de fugir do país.

### 6 de janeiro
Com as manifestações se intensificando e o governo aumentado a repressão, cerca de 3 000 soldados russos (a maioria paraquedistas) desembarcaram no Cazaquistão na manhã de 6 de janeiro, após o presidente Tokayev ter feito um pedido formal de ajuda a Organização do Tratado de Segurança Coletiva (o OTSC). Armênia, Bielorrússia, Quirguistão e Tajiquistão também enviaram tropas.

### 7 de janeiro

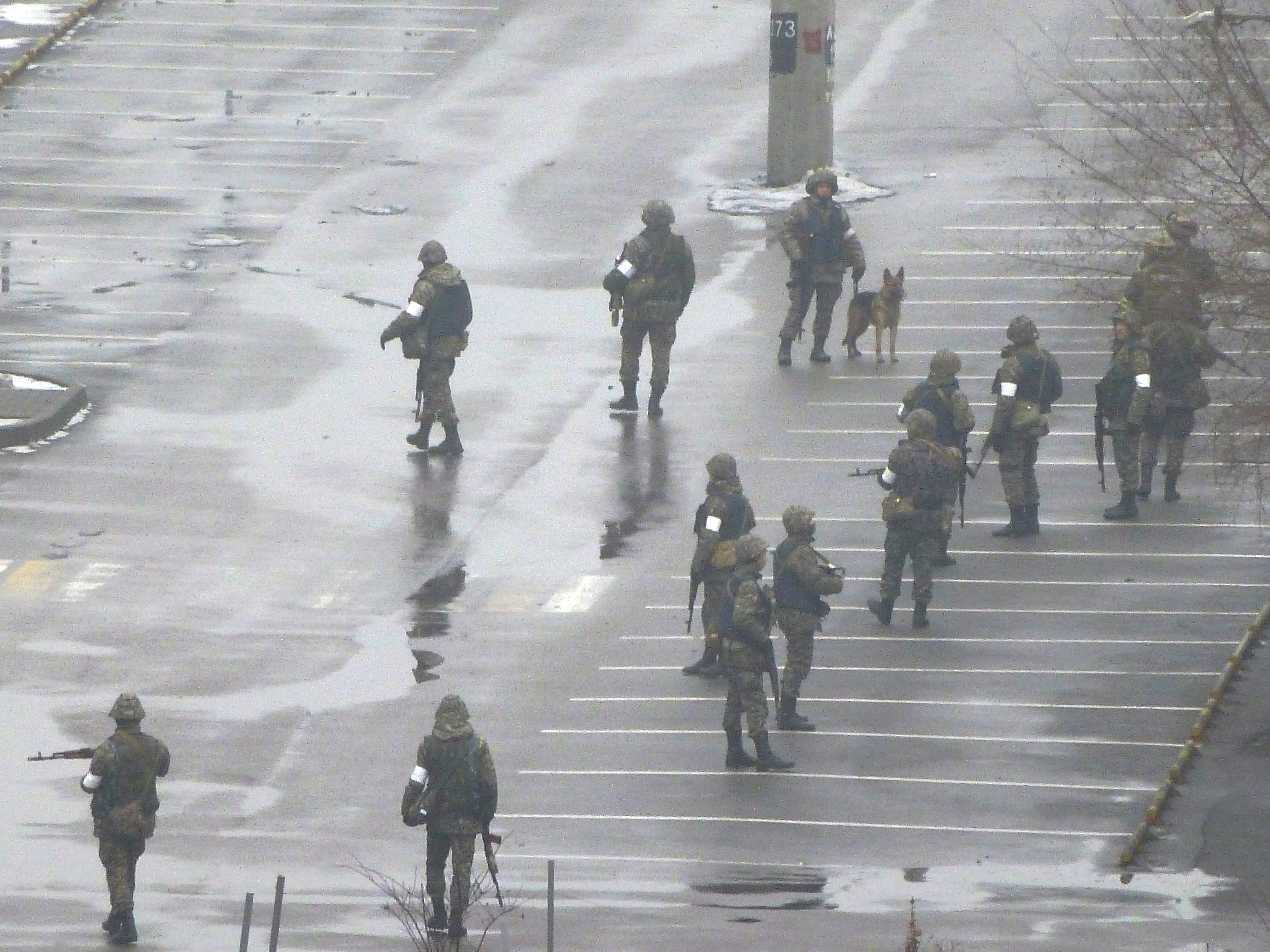
Forças anti-terroristas deslocadas em Almaty.

Em 7 de janeiro, como uma concessão, o Presidente Tokayev disse que os tetos de preços de combustível para veículos seria de 50 tenges por litro, sendo restaurado por 6 meses.

### 9 de janeiro
Em 9 de janeiro, o Ministério do Interior disse que as estimativas iniciais estimavam os danos materiais em cerca de 175 milhões de euros, acrescentando que mais de 100 empresas e bancos foram atacados e saqueados e cerca de 400 veículos destruídos.

### 10 de janeiro
Em 10 de janeiro, o governo paquistanês afirmou que, apesar dos danos e centenas de mortos, a situação no país havia se estabilizado e disse que os protestos tinham sido uma "tentativa de golpe".
Nesse dia, a internet na cidade de Almati foi restaurada após cinco dias de blackout.

### 11 de janeiro
Em 11 de janeiro, em um discurso feiton uma reunião online com membros da CSTO, o presidente Tokayev afirmou que a ordem havia sido restabelecida no Cazaquistão e afirmou que os protestos haviam terminado. Ele afirmou que a CSTO haviam completado sua missão e começariam a se retirar do país no dia 13 de janeiro, com a retirada sendo completada em até dez dias. O presidente russo Vladimir Putin declarou vitória no Cazaquistão, descrevendo os protestos como "revolta terrorista apoiada por estrangeiros" e prometeu aos líderes de outros estados ex-soviéticos que a aliança liderada por Moscou (o CSTO) os protegeriam.
O Ministério do Interior mencionou que as forças de segurança detiveram mais de 9 900 pessoas em conexão com os protestos, que já haviam se acalmado consideravelmente. Tokayev nomeou um novo primeiro-ministro, Alihan Smaiylov. Então, os voos internacionais foram retomados de e para a capital do país, Astana.

## Violência nos protestos
Autoridades em Almaty divulgaram que mais de quatrocentos estabelecimentos foram danificados nos protestos, e que duzentas pessoas haviam sido presas. Em Atyrau, a polícia atirou nos manifestantes, o que resultou na morte de pelo menos um indivíduo. O governo divulgou em 5 de janeiro que oito agentes da lei foram mortos, e 317 foram feridos.

## Análise
Dosym Satpayev, analista político cazaque, disse que o governo cazaque usaria principalmente a força para responder aos protestos, afirmando que "as autoridades estão tentando de tudo para acalmar as coisas, com uma mistura de promessas e ameaças, mas até agora não está funcionando... Haverá imitações de diálogo, mas essencialmente o regime responderá com força porque não tem outras ferramentas".

## Reações

### Nacional
Em 5 de Janeiro o presidente do Cazaquistão, Kassym-Jomart Tokayev, afirmou que solicitou o apoio da Organização do Tratado de Segurança Coletiva, um bloco securitário liderado pela Rússia, formado por antigas repúblicas soviéticas, para sufocar os protestos no país, adicionando que tomaria duras medidas contra os tumultos. O presidente taxou as mobilizações como 'ameaça terrorista', e afirmou que a integridade do Estado está sendo destruída. Ele também afirmou que esses 'grupos terroristas' receberam treinamento fora do país. Segundo Tokayev os manifestantes estão tomando instalações onde existem armazenamentos de pequenas armas, como também haviam supostamente tomado cinco aviões em Almati, na mesma cidade o presidente disse que estava ocorrendo uma batalha feroz entre as forças de segurança e os manifestantes. Outras autoridades afirmaram mais tarde que o aeroporto de Almaty estava funcionando normalmente e os manifestantes já haviam se retirado.

### Internacional
A agitação no Cazaquistão pegou observadores internacionais de surpresa. O Partido Comunista da Grécia expressou solidariedade com os manifestantes, exigindo que o governo reconheça "a legitimidade do Movimento Socialista do Cazaquistão e do Partido Comunista do Cazaquistão, que foi proibido pelas autoridades do país". O presidente Tokayev iniciou comunicações com o presidente da Bielorrússia, Alexander Lukashenko, que havia reprimido os protestos bielorrussos de 2020-2021, e conversou também com o presidente da Rússia, Vladimir Putin. Tanto os Estados Unidos da América quanto a Rússia pediram calma. Segundo o The Independent, o governo estadunidense está monitorando os tumultos.
Em 5 de janeiro, a União Europeia publicou uma nota afirmando: "Nós convocamos todos os interessados para agir com responsabilidade e mesura e evitar ações que poderiam levar à intensificação da violência. Ao mesmo tempo que reconhece o direito a manifestações pacíficas, a União Europeia espera que os manifestantes permaneçam não-violentos e evitem provocação da violência".